# Rosny-sous-Bois
Rosny-sous-Bois je město ve východní části metropolitní oblasti Paříže ve Francii v departmentu Seine-Saint-Denis a regionu Île-de-France. Od centra Paříže je vzdálené 10,1 km.
V Rosny-sous-Bois sídlí Národní centrum silničních informací francouzské policie.

## Geografie
Sousední obce: Bondy, Villemomble, Neuilly-Plaisance, Fontenay-sous-Bois, Montreuil a Noisy-le-Sec.

## Vývoj počtu obyvatel
Počet obyvatel

## Partnerská města
- Übach-Palenberg

## Doprava
Rosny-sous-Bois leží v dosahu dvou stanic RER: Rosny – Bois-Perrier a Rosny-sous-Bois.